# 鸲蝗莺

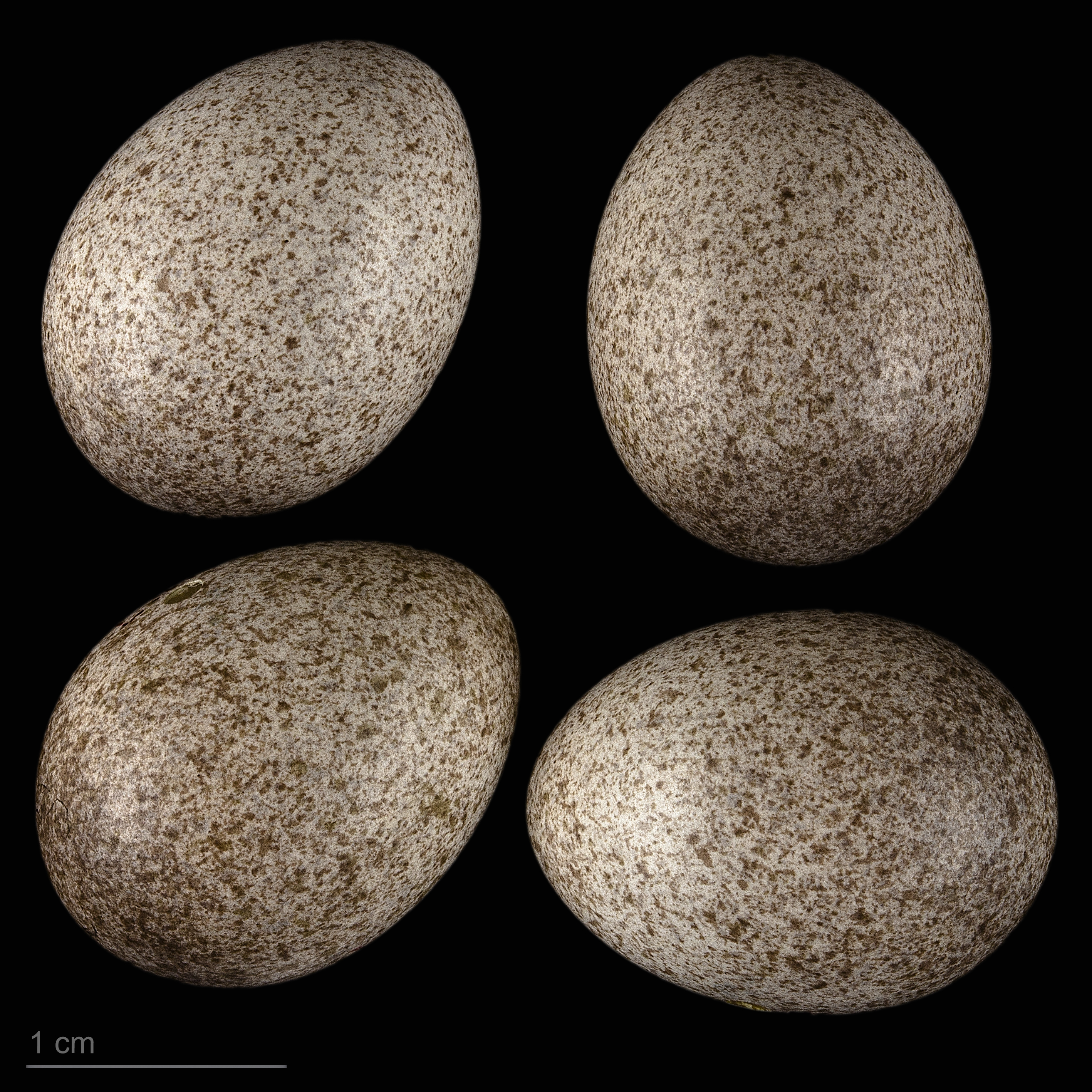
卵 Locustella luscinioides

鸲蝗莺（学名：Locustella luscinioides），是雀形目蝗莺科的一种鸟类。

## 特征
鸲蝗莺体重约13.89克，翼长约70.2毫米，嘴峰长约15.6毫米，喙宽度约2.7毫米，喙厚度约3毫米，跗蹠长约20.8毫米，尾长约54.2毫米。鸲蝗莺是候鸟，其栖息在开放的湖泊、沼泽等湿地环境中，食性为肉食性，主要食物来源是陆生无脊椎动物。

## 亚种
- ：分布于中欧和东欧至伊比利亚半岛和北非；越冬于苏丹。
- ：分布于乌克兰和亚速海至伏尔加河和南乌拉尔山；冬天在非洲东北部越冬。
- ：分布于土耳其和约旦至亚洲中部；越冬于苏丹和埃塞俄比亚。[4]